# Pla de Villorbina
El Pla de Villorbina és un pla ocupat per camps de cultiu del poble de Freixinet, al municipi de Riner, al Solsonès. Situat a una altitud d'uns 685 metres, es troba a uns 1,3 km. al SE del nucli de Freixinet.